# Eulalia Ares
Eulalia Ares (Ancasti, 1809 - Ipizca, 16 de junio de 1884) fue una mujer argentina de la provincia de Catamarca, que en 1862 encabezó una revuelta conocida en la historia de su provincia con el nombre de "Revolución de las Mujeres", por la cual restableció el orden constitucional y se convirtió en gobernadora provisional de Catamarca durante las pocas horas que precisó para normalizar la situación y entregar el mando. Fue la primera mujer en gobernar una provincia en la historia argentina, ejerciendo el cargo ochenta y cinco años antes de la instauración del sufragio femenino (1947), ciento treinta y nueve años antes de que otra mujer asumiera la gobernación de una provincia (María Alicia Lemme, en San Luis, 2001), y ciento cuarenta y nueve años antes de que otra mujer gobernara Catamarca (Lucía Corpacci, 2011).

## Biografía
Eulalia Ares nació en Ancasti, Provincia de Catamarca en 1809, hija del español Pedro Ares y de la catamarqueña Trinidad Díaz de la Peña, descendiente del unitario Miguel Díaz de la Peña. Se educó en el Colegio de las Carmelitas. Mujer de carácter, acostumbrada a manejar los negocios dejados por su padre al fallecer, en 1828 a la muerte de su madre Eulalia Ares se hizo cargo de sus hermanas menores, Justa, Carlota y Carmen. El año anterior, 1827, había casado con el teniente José Domingo Vildoza (o Bildoza), hacendado de Ipizca, con quien tuvo siete hijos. 

### La situación en el norte
En los estertores de la Guerra entre la Confederación Argentina y el Estado de Buenos Aires, en el norte del país las fuerzas santiagueñas y tucumanas favorables a Bartolomé Mitre triunfaron en la batalla de El Ceibal frente al ejército federal enviado por el presidente Santiago Derqui. 
La fidelidad a la causa federal se mantuvo algún tiempo en Catamarca, La Rioja y Salta.
El gobernador interino tucumano José María del Campo apoyado en las milicias del sur de la provincia y las de Santiago del Estero, Córdoba y Santa Fe se decidió a enfrentar la amenaza salteña, pero el gobernador de esa provincia se avino a un arreglo pacífico, que terminó en la elección de José Uriburu como gobernador provincial el 13 de mayo de 1862.
La invasión a Tucumán de Celedonio Gutiérrez apoyado por el gobernador de Catamarca Samuel Molina en combinación con Ángel Vicente Peñaloza, obligó a movilizar a la Guardia Nacional que con compañías de los regimientos de Monteros y Famaillá permitió detener el ataque en el combate de Río Colorado (Famaillá). Mitre decidió finalmente intervenir en el norte para asegurar acuerdos con las provincias de la región y nombró comisionado al gobernador de Córdoba Marcos Paz.
El gobernador Samuel Molina renunció el 1 de febrero de 1862 siendo electo por la legislatura en su reemplazo Francisco Ramón Galíndez. Marcos Paz continuó sin embargo su marcha y al llegar con sus tropas a Catamarca los últimos jefes del partido federal abandonaron la provincia. Galíndez resignó el poder en Moisés Omill quien el 3 de marzo de 1862 convocó a elecciones, resultando electo José Luis Lobo, quien dispuso la cesantía de todos los funcionarios y empleados de la administración anterior y la formación de una legislatura liberal, la que eligió el 1 de abril como gobernador interino a Moisés Omill, con lo que Marcos Paz regresó finalmente a Córdoba.
Mientras, en Tucumán, Benjamín Villafañe envió finalmente su renuncia formal y la legislatura provincial presidida por José Posse confirmó como gobernador propietario a José María del Campo.
Sin embargo, la situación pronto se ensombrecería nuevamente, motivada esta vez por la lucha por la hegemonía regional entre las dos provincias centrales del nuevo régimen en el norte, Tucumán y Santiago del Estero. El disparador sería la lucha por la candidatura a la vicepresidencia de la nación.
Las opciones para acompañar a Mitre eran tres: la de Domingo Faustino Sarmiento, la de Marcos Paz y la de Manuel Taboada. Mientras por supuesto Santiago apoyaba a Taboada, del Campo y Posse impulsaban la de Sarmiento. En Tucumán no había acuerdo en esto y los círculos liberales tucumanos dirigidos por José Frías promovían la candidatura de Marcos Paz, por lo que del Campo finalmente se alineó con Marcos Paz, ya que lo que en realidad contaba era frenar la candidatura de Taboada.[cita requerida]
La vecina provincia de Catamarca, que aportaba diez electores a la Asamblea que definiría la vicepresidencia, se convertiría en el campo de batalla de esa lucha. Depuesto el gobernador Samuel Molina, asumió la gobernación interina Moisés Omill, allegado a del Campo y a Posse.

### Elecciones y guerra
En 1862 Ramón Rosa Correa, apoyado por los Taboada derrotó en las elecciones al gobernador provisional y candidato a titular Moisés Omill, apoyado por del Campo. Pero Correa había obtenido 15 votos entre los electores y Omill 13. 
Apoyándose en el hecho de que Ramón Rosa Correa no había obtenido mayoría absoluta, los dos tercios de la asamblea electoral según lo marcaba la constitución provincial, Omill vetó la sanción de la Legislatura, y para consolidar su posición expulsó a jueces opositores y a cinco diputados y tras reemplazarlos por sus partidarios, hizo declarar nulo el nombramiento de Correa. 
Mientras los Taboada apoyaban la elección de Correa "por creerla de todo punto legal" e Isidoro López demandaba intervención del gobierno nacional, y en Catamarca Omill pedía armas al gobernador del Campo, Correa se puso de acuerdo con el comandante general de Armas de la provincia Domingo Vildoza y los comandantes Melitón Córdoba y Luis Quiroga para deponer a Omill.
Antes de que pudieran reunírsele las fuerzas de Melitón Córdoba y Luis Quiroga en Chiflón, al pie de las cuesta del Portezuelo, el 1 de julio las tropas de Vildoza fueron dispersados por el batallón de guardiacárceles al mando del mayor Eustafio Maturana, quien el 6 de julio derrotó en el combate de Sumampa a Córdoba y a Quiroga.
La intervención del gobernador del Campo en el conflicto catamarqueño movió a los liberales tucumanos encabezados por José Frías, Julián Murga y Pedro Garmendia a manifestar a Marcos Paz su desacuerdo poniéndolo al tanto de que "el gobernador Campo, don Felipe Posse y el ministro Granillo han pretendido sostener con fuerza armada al gobernador Omill de Catamarca, en competencia al gobernador de Santiago que sostenía al gobernador Correa. Una fuerte resistencia han encontrado en la comisión de la Honorable Sala que prestaba su dictamen en contrario y en los ciudadanos más notables" y afirmando que "el gobernador Campo, entusiasta por la milicia para dar importancia a esta provincia con la fuerza, olvida que las instituciones dan más importancia que las armas". 
En respuesta, el 21 de julio del Campo manifestaba a Paz que "Manuel Taboada (…) cuando se ha convencido de que acá (en Tucumán) no ha de obtener votos para la vicepresidencia ha resuelto a romper (con nosotros) con la doble furia de haber sido vencido en Catamarca después de haber prestado auxilios al Sr. Correa. Por nuestra parte sólo hemos contribuido a favor de Omill (…) y contamos allí con un buen amigo. Mis trabajos sobre la elección de vicepresidente he extendido hasta Salta, Jujuy, Catamarca y La Rioja donde ha marchado mi ministro el Dr. Granillo, como quien ejercía el oficio de comisionado cerca del gobernador de Catamarca, para terminar la cuestión de aquel pueblo. No se descuide de hablar con el Gral. Mitre de la conducta vil de los santiagueños que deprimen gratuitamente a hombres de honorables antecedentes". 
El 28 de julio José Posse agregaba en carta a Paz "desgraciadamente esos hombres (los Taboada) encontrarán a quien los defienda en Buenos Aires pero ya vendrá el desengaño para todos. Es preciso sostener a Omill… Si los Taboada lograsen permanecer con su influencia en Catamarca tendríamos muy cerca de nosotros el peligro. Hoy mismo están ya haciendo una colonia de mazorqueros en Santiago (…) la influencia de Taboada en Catamarca se la teme más que la de Gutiérrez".

### La Revolución de las Mujeres
Ante la falta de reacción de los partidarios de Correa, a los que calificaba despectivamente de "gallos de corral", Eulalia Ares fue a Santiago del Estero en procura de armas y a su regreso convocó a sus amigas a una reunión en la que convinieron atacar la casa de gobierno.
En la madrugada del 18 de agosto 23 mujeres se encontraron en la iglesia donde cambiaron sus faldas por ropa de hombre y dirigidas por Eulalia Ares, secundadas por un fabricante de imágenes de santos, Daniel Palacio, y algunos hombres del pueblo contratados a esos efectos, tomaron el cuartel del Cabildo sorprendiendo a la guardia dormida, tras lo que acompañadas por algunos oficiales que se les habían unido se dirigieron a la casa del gobernador.
Pistola en mano Eulalia Ares exigió a Omill que se entregase pero se inició un tiroteo con los guardias, el que Omill aprovechó para huir saltando las paredes del fondo de su casa a pedir ayuda a los frailes del convento de San Francisco, quienes le prestaron un hábito y un caballo pudiendo huir a Tucumán.
Ya en control de la situación y mientras esperaba la llegada de Vildoza con nuevas tropas, Eulalia Ares dispuso medidas para la defensa de la casa de gobierno, desconociendo aún su paradero ordenó la detención de Moisés Omill y convocó a una reunión en el Cabildo, que horas más tarde presidía. Durante esas horas como gobernadora de hecho, ordenó rezos de acción de gracias por el triunfo de la revolución, que se engalanaran los frentes de las casas y que se distribuyeran limosnas a los pobres. Organizó finalmente un plebiscito que eligió gobernador a Pedro Cano hasta el regreso del titular, Ramon Rosa Correa, el que regresó de Santiago del Estero recién 12 días después, asumiendo el mando el 30 de agosto de 1862.

### El final del conflicto
Omil, desde Tucumán, solicitó la gestión del general Wenceslao Paunero ante el general Bartolomé Mitre para que interviniera Catamarca, pero la decisión ya había sido tomada. Ante la escalada de la situación los liberales tucumanos acusaron a los gobiernos de ambas provincias como responsables de la peligrosa situación y pidieron la intervención nacional. Frente al estado de guerra civil en la provincia y el conflicto de fondo entre Tucumán y Santiago, el 16 de agosto de 1862 el Congreso Nacional había autorizado al ejecutivo a intervenir Catamarca, resultando designado el senador por Salta general Anselmo Rojo, viejo opositor de Omil, quien contra la previsión de éste confirmó a Correa, mientras el Congreso Nacional hacía llegar a Eulalia Ares su agradecimiento "por su noble cooperación al restablecimiento de la paz y el orden constitucional del país".
Pero Correa no pudo gobernar: en abril de 1863 la tropa se amotinó y saqueó la ciudad quemando el archivo oficial, con lo que Correa tuvo que delegar el mando en el comandante Víctor Maubecín, apoyado por los Taboada.

### Últimos años
Eulalia Ares de Vildoza continuó interviniendo en la política de su provincia. Con el concurso de sus hermanas apoyó también la reinstalación de la Sociedad de Beneficencia de Catamarca (la primera había sido fundada el 12 de agosto de 1857 por Octaviano Navarro), haciendo una importante contribución.
Falleció en Ipizca, Catamarca, el 16 de junio de 1884.